# Grote krulzoom
De grote krulzoom (Paxillus ammoniavirescens) is een schimmel behorend tot de familie Paxillaceae. Hij komt voor op rijkere gronden, bij populier, linde of haagbeuk.

## Kenmerken

### Uiterlijke kenmerken
De hoed heeft een diameter van 70 tot 200 mm. Het oppervlak is eerst viltig, dan schubbig. Het heeft een zeer vergankelijke verkleuring met ammonia. De steel heeft een lengte van 10-50 mm. Het is opvallend kort en breed. De steelvoet is bevat zo nu en dan rode druppeltjes. 
De sporenprint is olijfbbruin. 

### Microscopische kenmerken
De hyfen in de hoedhuid zijn meten 3-8 μm.

## Verspreiding
In Nederland komt de grote krulzoom matig algemeen voor. 

## Foto's

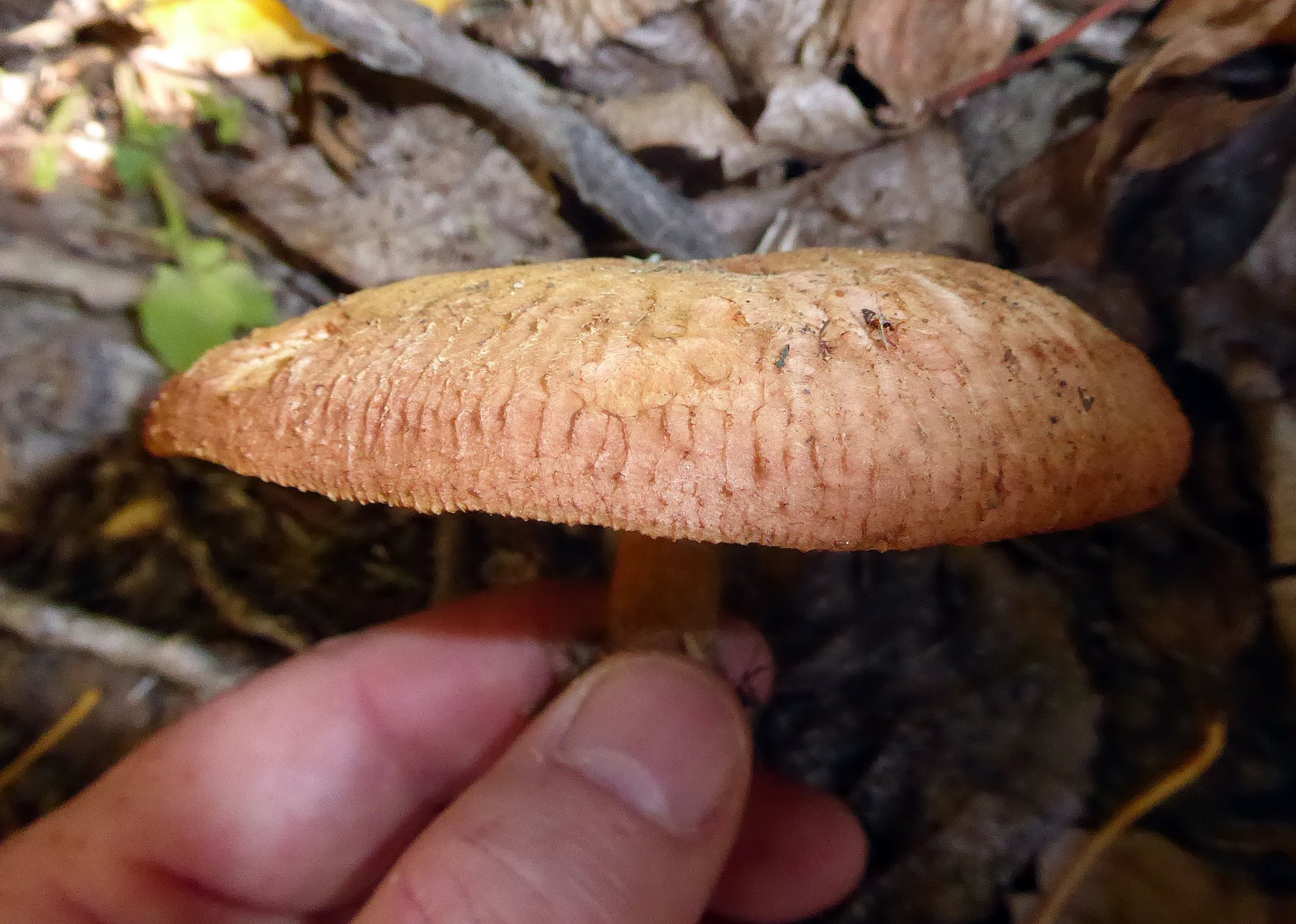
Zijaanzicht
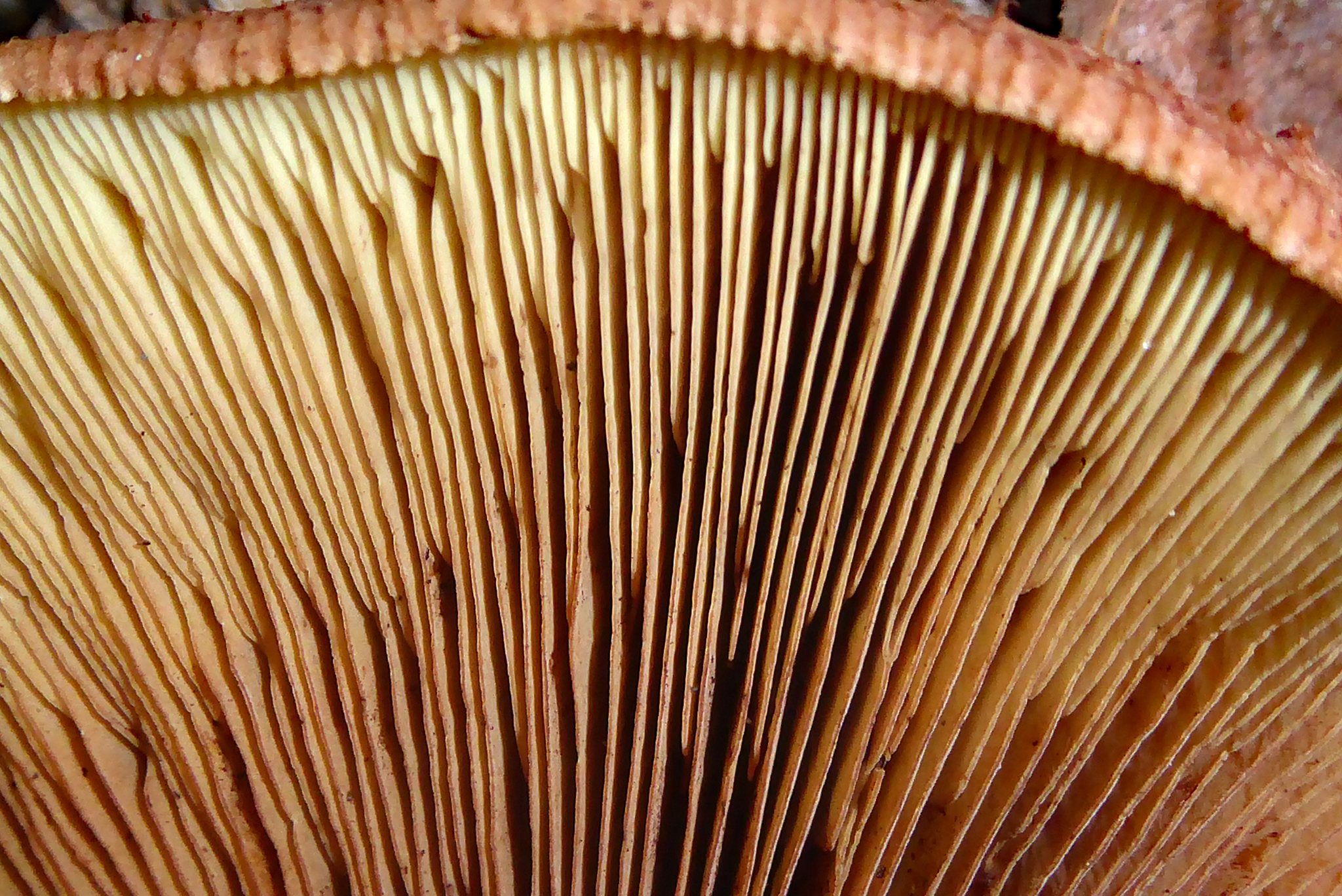
Lamellen
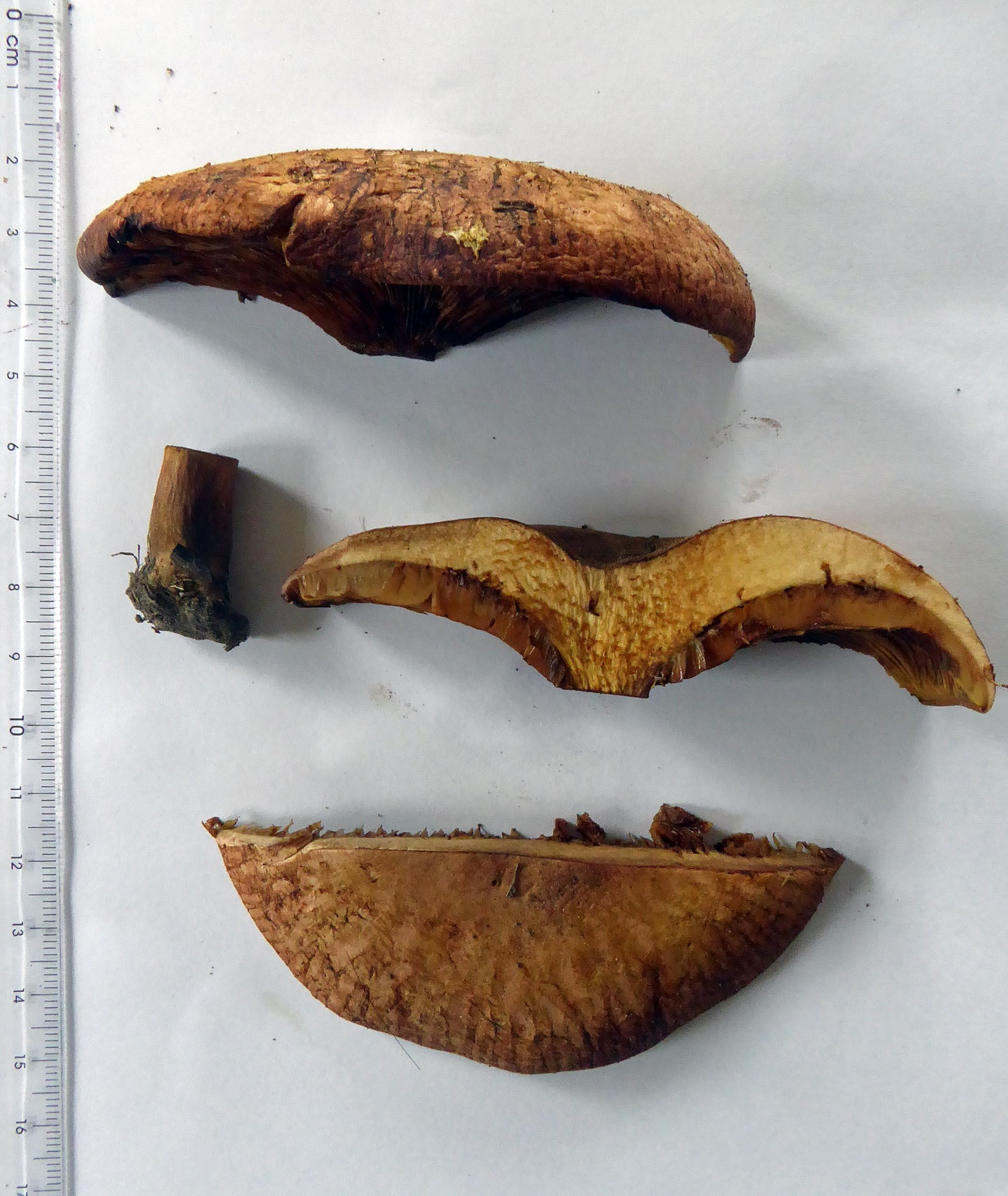
Hoed
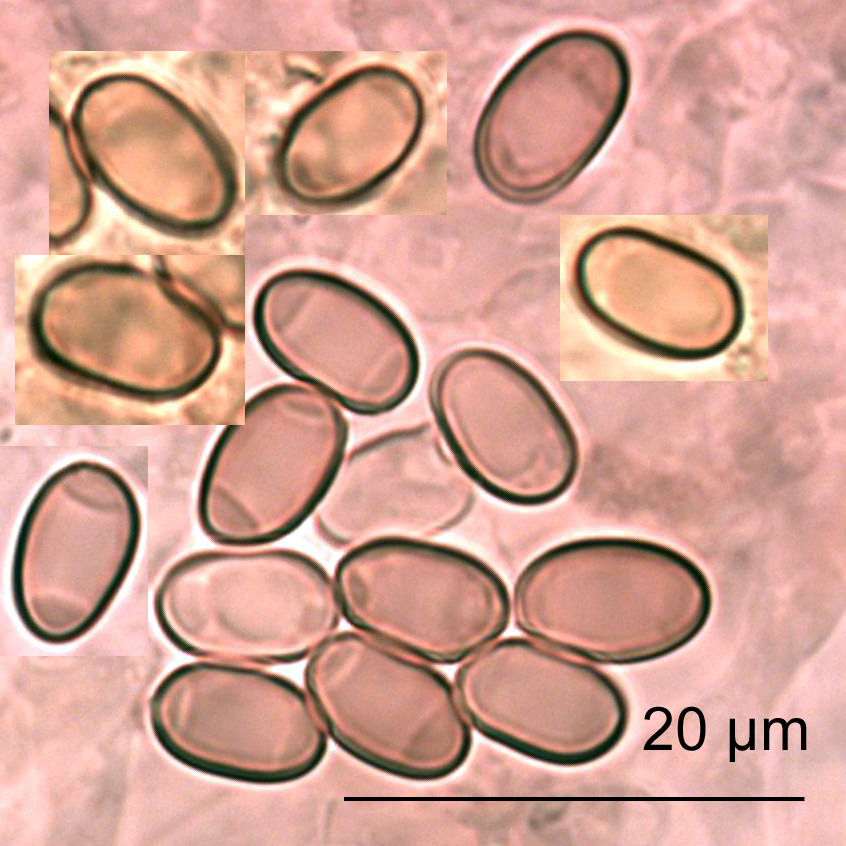
Sporen